# Hammerwetter
Hammerwetter is een internationaal gebruikte term in het zweefvliegen die maximale vliegomstandigheden aanduidt.
Als er sprake is van hammerwetter is er een hoge thermiek waardoor er maximale mogelijkheden zijn om goede vluchten te maken. De omstandigheden benodigen een stabiel hoge luchtdruk met een koude lucht en zonneschijn zonder bewolking. Hammerwetter maakt lange overlandvluchten mogelijk.